# 弗熱希尼察河

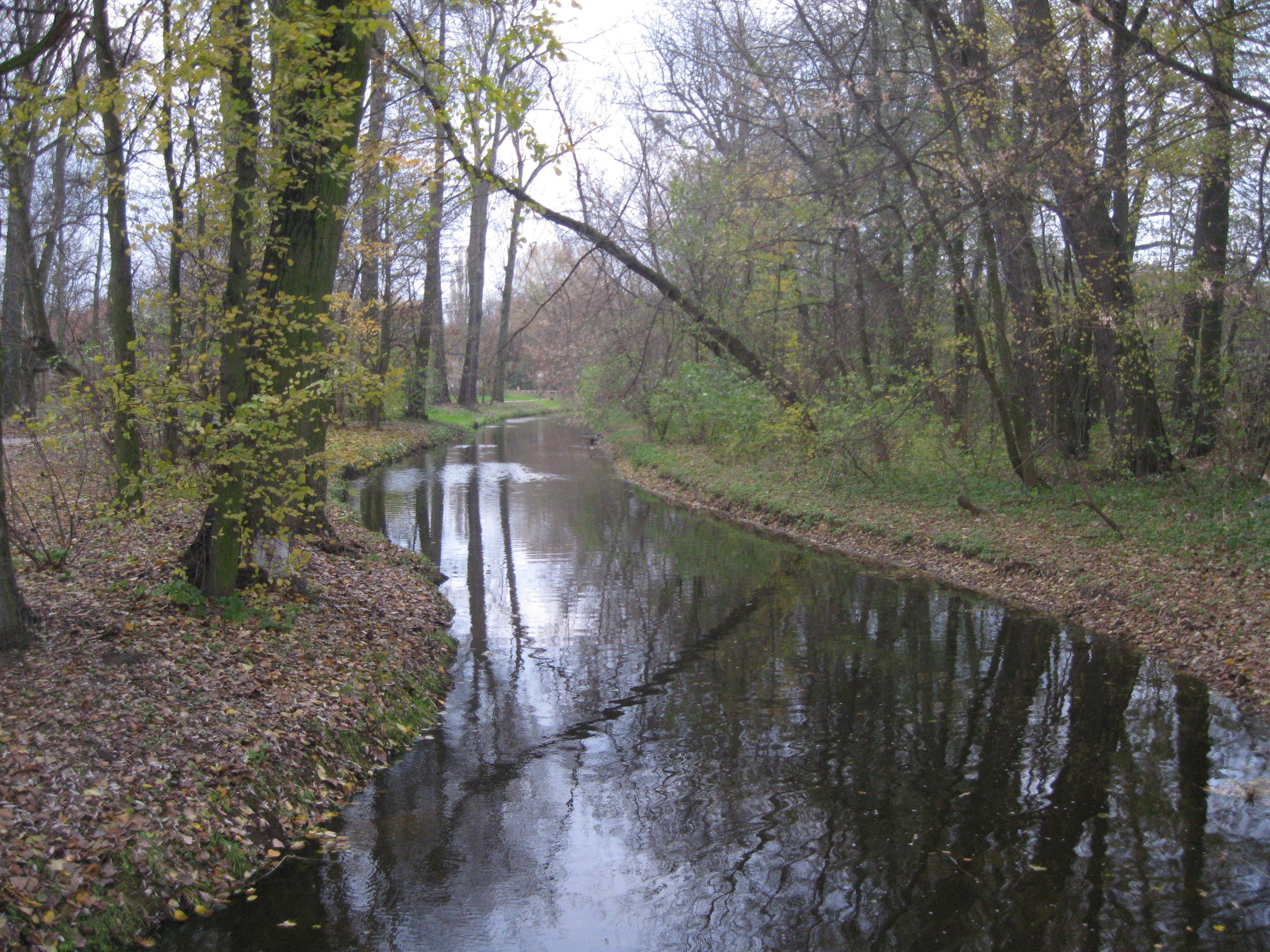

弗熱希尼察河（波蘭語：Wrześnica）是波蘭的河流，河道全長49公里，流域面積355平方公里，發源自格涅茲諾以西4公里，河畔城鎮有弗熱希尼亞和切爾涅耶沃。